# Treasure Island (musikalbum av Keith Jarrett)
Treasure Island från 1974 är ett musikalbum med Keith Jarretts ”American Quartet” utökad med Danny Johnson och Sam Brown. Albumet är inspelat i februari 1974 i Generation Sound Studios, New York.

## Låtlista
All musik är skriven av Keith Jarrett om inget annat anges.
1. The Rich (and the Poor) – 9:24
2. Blue Streak – 2:35
3. Fullsuvollivus (Fools of All of Us) – 6:29
4. Treasure Island – 4:14
5. Introduction / Yaqui Indian Folk Song (Keith Jarrett/trad) – 2:16
6. Le Mistral – 9:25
7. Angles (Without Edges) – 5:24
8. Sister Fortune – 4:27

## Medverkande
- Keith Jarrett – piano, sopransaxofon (spår 7)
- Dewey Redman – tenorsaxofon, tamburin
- Charlie Haden – bas
- Paul Motian – trummor, slagverk
- Danny Johnson – slagverk
- Sam Brown – gitarr (spår 4, 8)
- Guilherme Franco – slagverk